# هموند (ایندیانا)
هموند، ایندیانا (به انگلیسی: Hammond, Indiana) یک شهر در ایالات متحده آمریکا با جمعیت ۸۰٬۸۳۰ نفر است که در شهرستان لیک، ایندیانا واقع شده‌است.